# Turbinaria mesenterina
Espèce
Statut CITES
Turbinaria mesenterina est une espèce de coraux appartenant à la famille des Dendrophylliidae.